# Obiecaj mi
Obiecaj mi (ang. Promise Me) – powieść Harlana Cobena wydana w 2006 roku, w której głównym bohaterem jest Myron Bolitar.

## Fabuła
Sześć lat. Tyle czasu minęło, odkąd Myron po raz ostatni grał rolę bohatera. Przez ten okres ani razu nie miał w ręku broni, a żaden z jego klientów nie został zamordowany. U boku nowej dziewczyny prowadzi spokojne i uporządkowane życie. Niestety, to co dobre, dobiega właśnie końca. A wszystko za sprawą jednego nocnego telefonu od przerażonej nastolatki. Spełniając obietnicę, Myron jedzie po Aimee i odwozi ją do domu jej koleżanki na przedmieściach. Dziewczyna wysiada z samochodu i znika w ciemnościach. Przepada bez śladu. Dręczony wyrzutami sumienia Bolitar musi rozwikłać najtrudniejszą zagadkę w swojej karierze.